# Такаторі
Такаторі (яп. 高取町, たかとりちょう, такаторі тьо ) — містечко в Японії, у центрально-західній частині префектури Нара.

## Географія
Розташоване в центральній частині префектури Нара в Нарській долині, більшість території міста є рівнинною. Основна частина земель використовується для сільського господарства, зокрема для вирощування зернових культур.
Річки: річка Такадорі, річка Сога, річка Кібі.